# Carolina Arias
Carolina Arias Vidal (Cali, 2 settembre 1990) è una calciatrice colombiana, difensore dell'América de Cali e della nazionale colombiana.

## Carriera

### Nazionale
Nel 2009 la Federcalcio colombiana (FCF) la convoca per indossare la maglia della formazione under 20 che rappresenta la sua nazione ai XVI Giochi bolivariani vincendo la medaglia d'oro torneo dove marca una rete nella partita inaugurale.
L'anno seguente viene inserita in rosa con la squadra che partecipa al Campionato sudamericano di Colombia 2010, durante il quale segna una rete all'Argentina nella fase a gironi. Condivide il percorso della sua nazionale che, dopo aver concluso la prima fase eliminatoria imbattuta, supera il Paraguay in semifinale con il risultato di 2-1 ma deve cedere il titolo al Brasile, vincitore della finale per 2-0.
Il risultato consente comunque alla sua nazionale la partecipazione al Mondiale di Germania 2010, dove la Colombia, al debutto nel mondiale di categoria, è inserita nel gruppo A con Costa Rica, Germania e Francia. La squadra si rivela una delle maggiori sorprese nella qualificazione alla seconda fase, riuscendo ad accedere ai quarti di finale grazie alla migliore differenza reti dopo aver pareggiato per 1-1 l'incontro con le francesi. Il cammino proseguì positivamente, vincendo per 2-0 sulla Svezia con reti di Tatiana Ariza e Yoreli Rincón., ma incontrando una battuta d'arresto con le avversarie della Nigeria, passate in vantaggio in semifinale già al 2' con Ebere Orji senza che le colombiane riuscissero a ribaltare il risultato. Anche la finale per il terzo posto, dove incontra la Corea del Sud, si rivela amara per la sua squadra che, dopo essere riuscita a mantenere l'incontro in parità e a reti inviolate alla fine del primo tempo, deve cedere incontro e podio alle avversarie, andate in rete al 49' con Ji So-yun che fissa il risultato sull'1-0 finale.. In quell'occasione Arias viene schierata titolare in tutti i sei incontri disputati dalla Colombia.
Quello stesso anno viene convocata per la prima volta con la nazionale maggiore in occasione dell'amichevole del 19 settembre vinta per 2-0 con il Cile.

## Palmarès

### Club
- Campionato colombiano femminile: 1

Deportivo Cali: 2021

### Nazionale
- Giochi panamericani: 1

Perù 2019
- Giochi bolivariani: 1

XVI Giochi bolivariani (Under-20)